# Шелепець Максим Тарасович
Макси́м Тара́сович Шелепець — солдат Збройних сил України. В мирний час проживає у Закарпатській області.
Приватний юрист, займався юриспруденцією в Закарпатській області.
Доброволець, 128-а гірськопіхотна бригада. Родина про його рішення дізналася, вже коли прийшов час вирушати. На Донбасі з початку листопада 2014 року. Перебував в оточенні під Рідкодубом, група вирвалася.

## Нагороди
За особисту мужність і героїзм, виявлені у захисті державного суверенітету та територіальної цілісності України, вірність військовій присязі під час російсько-української війни
- нагороджений орденом «За мужність» III ступеня (26.2.2015).